# Svend Garde
Svend Georg Garde (født 7. marts 1889 på Frederiksberg, død 21. juni 1973 i København) var en dansk kontorchef.
Garde var søn af direktør Georg Garde og Valborg f. Strandgaard. Han blev student fra Metropolitanskolen i 1907 og cand.jur. i 1913. Derpå var han byfogedfuldmægtig i Aalborg og ansattes efterfølgende i generaldirektoratet for statsbanerne i 1915, hvor han virkede i adskillige år som assistent. Først i 1932 blev han ekspeditionssekretær i ministeriet for offentlige arbejder og forfremmedes i 1938 til kontorchef. I årene 1916-38 var han tillige sekretær i Højesterets justitskontor og besad desuden en række tillidshverv, bl.a. var han medlem af Komitéen for Udstillinger i Udlandet og Havnekommissionen. Han var Ridder af Dannebrog og Dannebrogsmand.  
Garde giftede sig i 1917 med Alette Sophie f. Reksten, datter af forsorgsforstander Elias Reksten. 